# Kawasaki ZZ-R 1400
De Kawasaki ZZR 1400 is een motorfiets van de klasse sport tour. De ZZR-1400 was in 2006 en 2007 de krachtigste in serie gebouwde motorfiets.
Nadat in 1999 de titel 'snelste productie motorfiets' door de Suzuki Hayabusa werd overgenomen van de Honda CBR 1100XX Super Blackbird, welke hem op zijn beurt in 1996 had 'gestolen' van de Kawasaki ZZ-R 1100, vond Kawasaki het weer tijd om terug te slaan. Zij probeerden dat eerst in 2002 met de ZZ-R 1200, maar ondanks dat deze met 163 pk toch ruimschoots zijn voorganger voorbleef was het niet voldoende voor de overmacht van de Suzuki.
Kawasaki had dat ook snel door, getuige het feit dat de 1200 reeds na vier jaar werd afgelost door de ZZ-R 1400. Met een vermogen van 200 pk had deze machine maar één doel: de titel 'snelste productie motorfiets' voor ruime tijd weer veilig in handen van Kawasaki brengen.